# Горно-Луково
Горно-Луково (болг. Горно Луково) — село в Болгарии. Находится в Хасковской области, входит в общину Ивайловград. Население составляет 2 человека.

## Политическая ситуация
В местном кметстве Дорно-Луково, в состав которого входит Горно-Луково, должность кмета (старосты) исполняет Елеонора Маринова Кёсева (коалиция в составе 4 партий: Болгарская социал-демократия (БСД), Земледельческий союз Александра Стамболийского (ЗСАС), Объединённый блок труда (ОБТ), Болгарская социалистическая партия (БСП)) по результатам выборов.
Кмет (мэр) общины Ивайловград — Стефан Иванов Танев (коалиция партий: Болгарская социалистическая партия (БСП), Болгарская социал-демократия (БСД), Земледельческий союз Александра Стамболийского (ЗСАС), политический клуб «Фракия», Объединённый блок труда (ОБТ)) по результатам выборов.